# Antigua catedral de Bergen

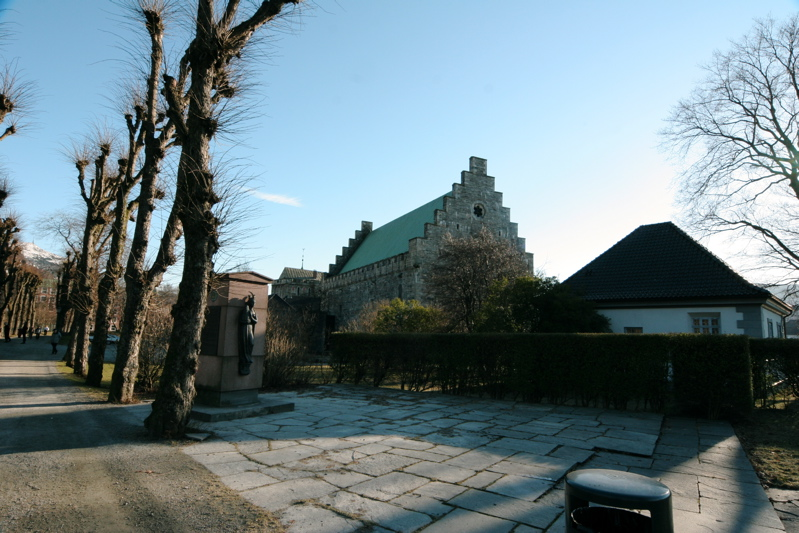
Cimientos de la Catedral de Bergen. Se aprecia un monumento a Santa Sunniva, y al fondo, el Håkonshallen.

La Antigua Catedral de Bergen (en noruego, Kristkirken på Holmen i Bergen, literalmente: Iglesia de Cristo en el islote de Bergen) fue la primera catedral de la ciudad de Bergen, en Noruega. Fue construida entre 1066 y 1093 por órdenes del rey Olaf III. En la actualidad sólo permanecen los cimientos, dentro de la de Fortaleza de Bergenhus, que en la Edad Media se conoció como Holmen (el islote).

## Historia
En el siglo XIII tanto la iglesia como toda la fortaleza de Holmen fueron el centro político de Noruega. La catedral fue empleada como lugar de negociaciones y su patio como centro de reunión del ting. Los reyes eran coronados y sepultados en la catedral. Tenía un fuerte simbolismo religioso, por contener desde 1170 los restos de Santa Sunniva, un personaje determinante en la cristianización del país.
En 1531, estando Noruega integrada a Dinamarca, la catedral fue derribada por iniciativa de Eske Bille, porque supuestamente representaba un obstáculo para la defensa de la ciudad. La sede del obispado fue trasladada a la iglesia del antiguo convento franciscano de Bergen, actualmente la Catedral de Bergen.

## Características
El plano de los cimientos de la catedral se halla delimitado por setos, en lo que actualmente es un parque dentro de la fortaleza. En lo que fue el altar mayor se colocó un monumento en memoria de Santa Sunniva.

## Tumbas en la catedral
Entre los personajes conocidos sepultados en la antigua catedral se encuentran:
- Santa Sunniva (siglo IX), cuyos restos fueron sepultados en el altar mayor, donde ahora se encuentra su monumento.
- Sverre I (ca. 1151-1202), rey de 1177 a 1202.
- Haakon III (ca. 1180-1204), rey de 1202 a 1204.
- Haakon IV (1204-1263), rey de 1217 a 1263.
- Erico II (1268-1299), rey de 1280 a 1299.
- Margarita I de Escocia (1283-1290), reina de Escocia, llamada la doncella de Noruega, hija de Erik II.